# Copaifera duckei
Copaifera duckei är en ärtväxtart som beskrevs av John Duncan Dwyer. Copaifera duckei ingår i släktet Copaifera, och familjen ärtväxter. Inga underarter finns listade i Catalogue of Life.